# Klaas Stoppels
Klaas Stoppels (Groningen, 25 juli 1967) is een Nederlandse basketbalcoach.

## Carrière
Hij speelde voor o.a. NUVA Drenthe in de eredivisie en was in de promotiedivisie speler bij Jahn2 en Donar. In 2012 is hij actief begonnen met coaching. Stoppels was van 2013 tot 2015 actief als hoofdcoach van het DTL team in Leeuwarden. In mei 2015 tekende Stoppels een contract voor 1 jaar bij Aris Leeuwarden als assistent coach naast Michael Schuurs. In februari van dat seizoen nam hij het stokje van Schuurs over die door persoonlijke omstandigheden niet in staat bleek het seizoen af te maken. In het seizoen 2016-2017 werd Stoppels aangesteld als hoofdcoach bij Aris Leeuwarden. 
Na dat seizoen ging hij aan de slag bij het RTC Noord, de basketbal Academy in Groningen om zich bezig te houden met het opleiden van jonge talenten. In de zomerperiodes van 2017 en 2018 was hij assistent bondscoach bij de MU15. In het seizoen 2019-2020 werd hij hoofdcoach bij de Martini Sparks dat uitkwam in de dames eredivisie. Hij tekende voor een jaar met een optie voor nog een jaar. In 2021 nam hij voortijdig afscheid van de Sparks wegens een verschil van inzicht tussen hem en de vereniging.
In juli 2021 werd bekend dat Stoppels opnieuw aan de slag gaat bij Aris Leeuwarden. Hij zal hoofdcoach Vincent van Sliedregt gaan assisteren. In juli 2023 ging Aris verder onder de naam LWD Basket. In de zomer van 2023 tekende Stoppels nog voor een jaar  bij. 